# 原田村 (広島県)
原田村（はらだむら）は、広島県御調郡にあった村。現在の尾道市の一部にあたる。

## 地理
- 河川：本郷川[1]

## 歴史
- 1889年（明治22年）4月1日、町村制の施行により、御調郡小原村、梶山田村が合併して村制施行し、原田村が発足[1][2]。
- 1954年（昭和29年）3月31日、尾道市に編入され廃止[1][2]。

## 産業
- 農業、畳表[3]